# Tsoabichi
Tsoabichi — вимерлий рід кайманових крокодилів. Скам'янілості відомі з формації Грін-Рівер у штаті Вайомінг і належать іпрського етапу еоцену (вазатчського етапу північноамериканського віку). Рід був названий і описаний у 2010 році палеонтологом Крістофером А. Брочу, типовим видом був Tsoabichi greenriverensis. Згідно з сучасним розумінням еволюційних зв'язків кайманових, Цоабічі є базальним членом Caimaninae і, можливо, розвинувся після розселення кайманів у Північну Америку з північної та центральної Південної Америки, їх головного центру різноманітності в кайнозої.

## Опис
Деякі живі каймани, такі як очковий кайман, мають «окуляри» або кістковий виступ між очима. Цоабічі не має окулярів, але у нього є три менші виступи між очними ямками чи очними западинами. У Цоабічі видно чіткі обідки навколо надскроневих вікон, двох отворів на столі черепа. Значна частина надпотиличної кістки також перебуває на черепі та утворює V-подібну форму. По обидва боки від V-подібних надпотиличних кісток розташовані тім'яні кістки, які утворюють задній край черепної коробки. Уздовж морди носова кістка утворює тонкий виступ і звужується, наближаючись до зовнішнього носа, де розташовані ніздрі.
Дорсальні остеодерми (кісткові щитки вздовж спини) ширші, ніж у інших кайманів. Деякі мають два кіля на зовнішній поверхні. Tsoabichi також має двороздільні вентральні остеодерми на нижній стороні.

## Біогеографія
Цоабічі — один із небагатьох кайманін, які жили на північ від сучасної Мексики; більшість живих і вимерлих кайманів відомі в Центральній і Південній Америці. Вважається, що каймани виникли в Північній Америці в пізній крейді, але Цоабічі, швидше за все, походить від південноамериканського населення, яке повернулося в Північну Америку в ранньому еоцені. Маршрут, яким популяція кайманів могла досягти Північної Америки в ранньому еоцені, невідомий. Морський шлях малоймовірний, враховуючи, що живі каймани мають низьку толерантність до солоної води, однак Північну та Південну Америку розділяв великий простір океану. Безперервний сухопутний шлях не з'явиться, доки Панамський перешийок не утвориться кількома десятками мільйонів років пізніше в пліоцені, і потенційно можливий ланцюг островів не утвориться, доки не відбудеться тектонічне підняття між двома континентами в пізньому еоцені. Альтернативне біогеографічне пояснення полягає в тому, що Цоабічі походить від популяції предків кайманів, які ніколи не залишали Північну Америку, але ця гіпотеза є малоймовірною, враховуючи, що вона вимагатиме кількох незалежних розселення в Центральну та Південну Америку (включаючи одне для Culebrasuchus, одне для Eocaiman, одне для Paleosuchus і один для похідних кайманів).